# Hans Schmiljan
Hans Kurt Willi Schmiljan (* 6. November 1901 in Wilhelmshaven; † 7. März 1961 in Berlin) war ein deutscher Volkswirt und Politiker (CDU). Er war von 1951 bis 1952 sowie von 1958 bis 1961 Mitglied des Abgeordnetenhauses von Berlin und von 1955 bis 1961 Senator für Gesundheitswesen.

## Leben
Schmiljan studierte Nationalökonomie an den Universitäten in Danzig, Wien und Königsberg. 1924 erfolgte an der Albertina seine Promotion mit der Dissertation Die Entstehung und Organisation der Kreis- und Stadtbanken in Preußen.
Während der Zeit des Nationalsozialismus war er Beigeordneter des Deutschen Gemeindetages und dort Leiter des Referates für Arbeitsbeschaffung, Arbeitslosenhilfe, Arbeitseinsatz und Landhilfe.
Nach dem Zweiten Weltkrieg trat Schmiljan in die Berliner CDU ein und war von 1949 bis 1959 Vorsitzender des CDU-Kreisverbandes Schöneberg-Friedenau. Von 1950 bis 1955 war er Stadtrat im Berliner Bezirk Schöneberg und stellvertretender Bezirksbürgermeister. Von 1951 bis zu seiner Mandatsniederlegung am 1. Februar 1952 sowie erneut von 1958 bis zu seinem Tode war er Mitglied des Berliner Abgeordnetenhauses. Nach der Bildung der Großen Koalition unter dem Regierenden Bürgermeister Otto Suhr (SPD) wurde er im Januar 1955 als Gesundheitssenator in den Senat gewählt. Das Amt behielt er auch unter Suhrs Nachfolger Willy Brandt (Senat Brandt I und Brandt II) und hatte dieses bis zu seinem Tod 1961 inne.
Von Januar 1961 bis zu seinem Tode war er zudem Präsident der Deutschen Krankenhausgesellschaft (DKG).

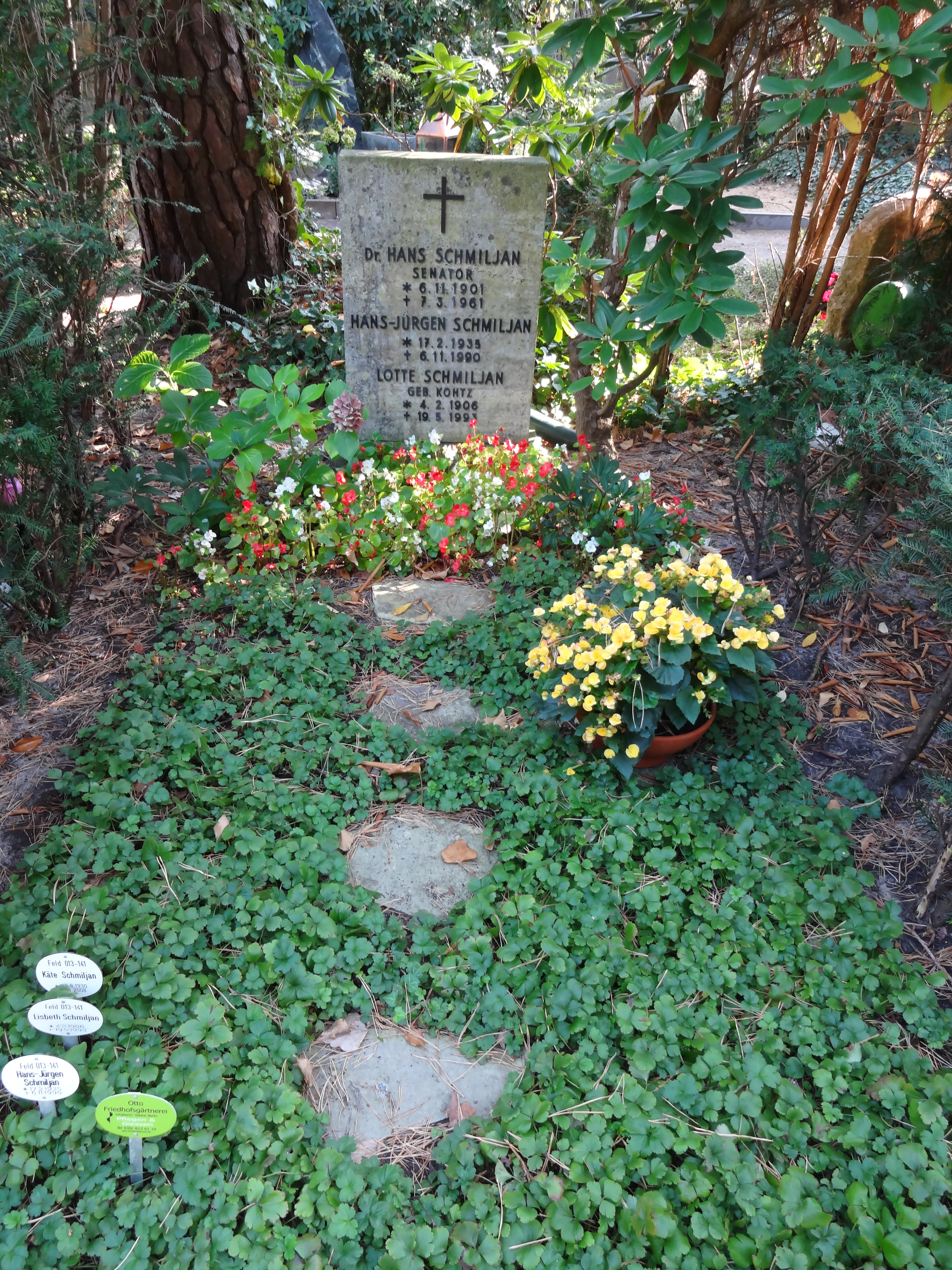
Grabstätte von Hans Schmiljan

Am 7. März 1961 starb Schmiljan im Alter von 59 Jahren an einem Herzinfarkt.
Er wurde auf dem Städtischen Waldfriedhof Dahlem in der Abt. 10F-3 beigesetzt.

## Ehrungen
Sein Grab war bis 2014 als Ehrengrab der Stadt Berlin gewidmet. 
1962 wurde die ehemalige Kirchstraße im Berliner Ortsteil Friedenau nach ihm in Schmiljanstraße benannt.